# Google Pinyin
Thâu nhập pháp phanh âm Google (Hán văn giản thể: 谷歌拼音输入法; phồn thể: 谷歌拼音輸入法) là một bộ gõ tiếng Trung dùng bính âm được phát triển bởi Phòng thực nghiệm Google Trung Quốc. Công cụ này được phát hành vào ngày 4 tháng 4 năm 2007.